# Costa Coffee
Pour les articles homonymes, voir Costa.

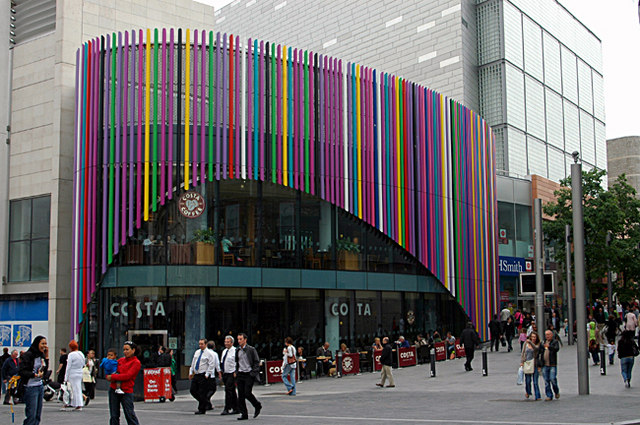
Une enseigne

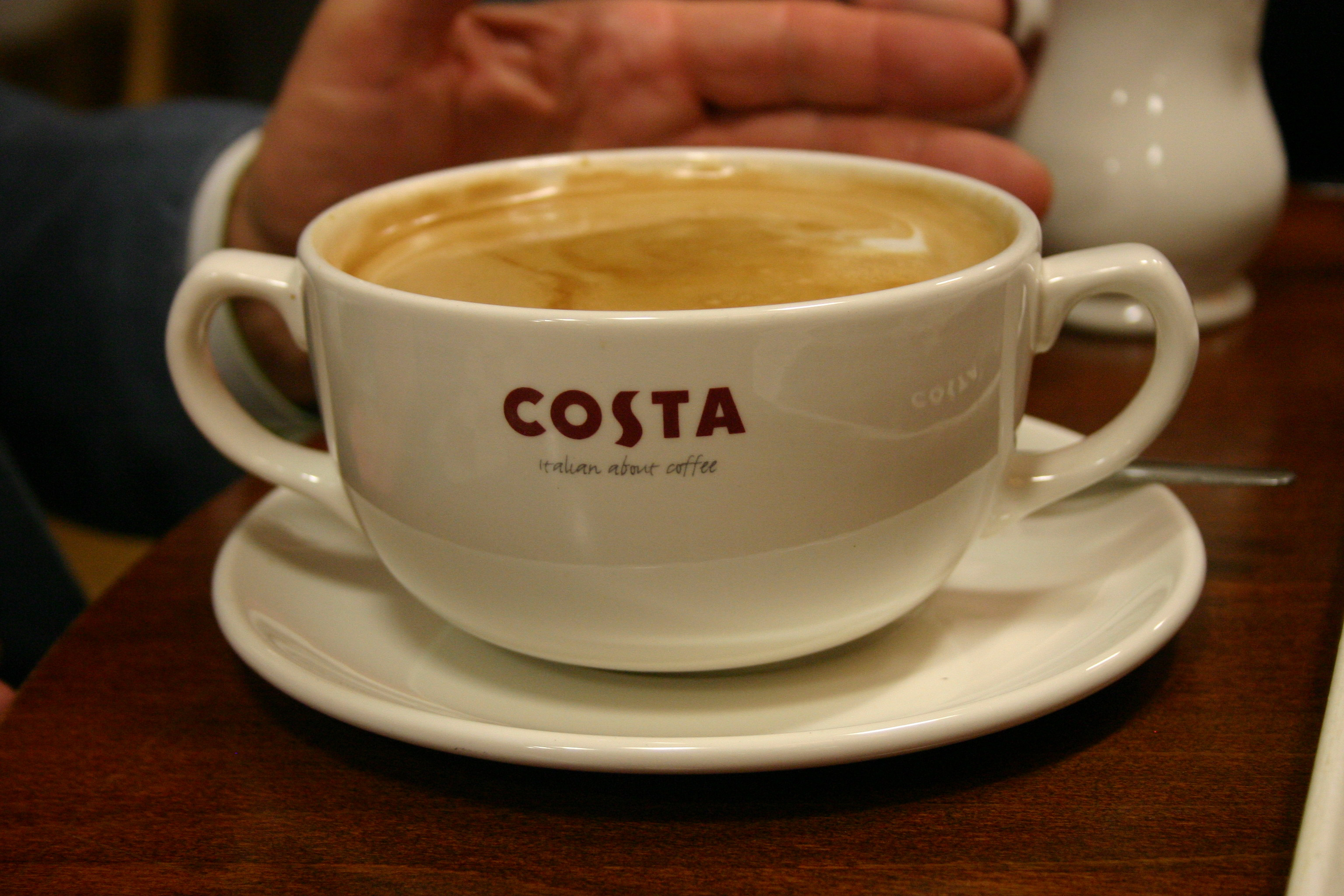
Une tasse de café qui rappelle les origines italiennes de l'entreprise

Costa Coffee est une chaîne britannique de cafés fondée en 1971. C'est la plus importante au Royaume-Uni et la 2e plus grande chaîne derrière Starbucks.
Elle est détenue par la multinationale Coca-Cola Company.

## L'entreprise

### Historique
Costa Coffee a été créé par deux frères italiens, Sergio et Bruno Costa, à Londres en 1971.
En 1995, l'entreprise Whitbread (compagnie hôtelière britannique) acquiert Costa Coffee, dont le siège est à Dunstable, dans le comté de Bedfordshire en Angleterre (environ 50 km au nord de Londres).
Le 31 août 2018, la société Coca-Cola rachète la chaîne pour 3,9 milliards de livres sterling (4,3 milliards d’euros).
Le 26 octobre 2020, Costa achète la société Briggo basée à Austin, Texas et spécialisée dans les automates à café avec les CoffeeHaus et les rebaptise Costa Coffee BaristaBot,.

### Boutiques
À la date de décembre 2011, Costa Coffee a ouvert plus de 1 300 boutiques au Royaume-Uni et plus de 600 boutiques dans 30 pays à travers le monde :
- Europe : Bulgarie, Chypre, Grèce, Irlande, Lettonie, Portugal, Hongrie (Aéroport Ferenc Liszt, Budapest)[7], République Tchèque, Russie, France, Allemagne (Francfort).
- Afrique : Égypte, Maroc ;
- Asie : Arabie Saoudite, Chine, Inde, Liban, Pakistan, Cambodge.

Costa Coffee a ouvert son premier café en France, gare de Lyon (Paris), le 12 décembre 2012.
En octobre 2015, Costa Coffee avait ouvert 17 boutiques en France : Huit à Paris, les autres étant situées respectivement à Evry (dans le centre commercial Évry 2), à Marne-la-Vallée (dans le centre commercial Bay 2), à Tremblay-en-France (dans le centre commercial Aéroville), à l'aéroport Charles-de-Gaulle, à Chambourcy, à l'aéroport de Nice et à Lille.
Costa Coffee annonce en 2017 la fermeture de certaines boutiques en France entraînant le licenciement de 96 personnes . Les boutiques de Gare de Lyon, Gare du Nord (2 coffee shops), Gare du Mans, Gare de Bordeaux Bercier, Elior Roissy, Station service Blois Menart et Aire de Brou Dampierre restent ouvertes.
En complément des boutiques traditionnelles, Costa Coffee a développé 2 nouveaux concepts au Royaume-Uni :
- Costa Express : des machines à cafés Costa Coffee en libre-service distribuant du café Costa, installées dans des hôtels, des supérettes, des universités ;
- Costa Drive Thru.

## Produits

### Origine du café
Les grains de café sont sélectionnés selon les standards de Costa Coffee, à la main et certifié par le label Rainforest Alliance, sur une zone que le groupe nomme la "Bean Belt" : 70 pays situés entre le tropique du cancer et le tropique du capricorne.

### Produits
Costa Coffee vend des cafés classiques (espresso, ristretto, macchiato, latte, cappuccino, mocha, americano), certaines spécialités (cortado, flatwhite) et d'autres boissons (thé, tisane, chocolat chaud, etc.). L'offre contient également des arômes (vanille, caramel, noisette, etc.) et des sandwichs, pâtisseries et viennoiseries.